# Раздольское сельское поселение
Раздольское се́льское поселе́ние — муниципальное образование в Армизонском районе Тюменской области Российской Федерации.
Административный центр — село Раздолье.

## История
Статус и границы сельского поселения установлены Законом Тюменской области от 5 ноября 2004 года № 263 «Об установлении границ муниципальных образований Тюменской области и наделении их статусом муниципального района, городского округа и сельского поселения».

## Население
| 2010 | 2011 | 2012 | 2013 | 2014 | 2015 | 2016 |
| ---- | ---- | ---- | ---- | ---- | ---- | ---- |
| 256  | →256 | ↘240 | ↘223 | ↘218 | ↘213 | ↘206 |
| 2017 | 2018 | 2019 | 2020 | 2021 | 2023 |      |
| ↘201 | ↘198 | ↘189 | ↘185 | ↗200 | ↘192 |      |

## Состав сельского поселения
| № | Населённый пункт | Тип населённого пункта       | Население |
| - | ---------------- | ---------------------------- | --------- |
| 1 | Бузаны           | деревня                      | ↘48       |
| 2 | Раздолье         | село, административный центр | ↘208      |